# Agustín Tapia
Darío Agustín Tapia Nievas (* 24. Juli 1999 in San Fernando del Valle de Catamarca) ist ein argentinischer Padelspieler.
Ende 2023 belegte er den ersten Platz in der World-Padel-Tour-Rangliste und den sechsten Platz in der Rangliste der International Padel Federation (FIP). Er ist Rechtshänder und spielt auf der linken Seite, mit Arturo Coello auf der rechten Seite. Beide bilden das aktuell beste Padel-Paar der Welt. Aufgrund seines angeborenen Talents und seines eleganten und exquisiten Spielstils ist er in der Welt des Padel als „Der Mozart von Catamarca“ oder „Der Mozart des Padel“ bekannt.

## Biographie
Tapia begeisterte sich schon in jungen Jahren für Padel und wurde von einem anderen Argentinier, Fernando Belasteguín (einer der besten Spieler aller Zeiten, der 16 Jahre lang den ersten Platz in der Rangliste belegte), beeinflusst. Im Alter von 15 Jahren verließ er sein Dorf, um sich in Rosario ganz dem Padel zu widmen, bevor er mit 17 Jahren sein Land Richtung Spanien verließ, nachdem er den ersten Platz in der Rangliste auf der argentinischen Padeltour erreicht hatte. In Verbindung mit seinem Idol Belasteguín wurde er 2020 mit 21 Jahren der jüngste Spieler, der ein Masters-Finale der World Padel Tour gewann.
Anfang 2023 schloss er sich mit dem Spanier Arturo Coello zusammen und erreichte 2023 erstmals den ersten Platz in der Rangliste der World Padel Tour und trat damit die Nachfolge des Doppelpaars Juan Lebrón/Alejandro Galán an, das diesen Platz drei Jahre lang besetzt hatte.
Tapia wurde 2024 zum Most Valuable Player (MVP, englisch wertvollsten Spieler) gewählt. Dieser MVP-Titel wird bei den Padel Honors verliehen. Fans stimmten 2025 darüber ab, wer die Auszeichnung als MVP, als bester Angreifer, als bester Verteidiger und als bester Rookie (englisch Aufsteiger) erhält. Zudem erhielt das Paar Tapia/Coello die Auszeichnung für den besten gewonnenen Ballwechsel des Jahres (vergleichbar mit dem Tor des Jahres im Fußball).

## Titel

### Weltmeister im Padel
| Jahr | Gastgeber | Finalgegner | Ergebnis |
| ---- | --------- | ----------- | -------- |
| 2022 | Dubai     | Spanien     | 2:1      |
| 2024 | Doha      | Spanien     | 2:1      |

### Siege im Premier Padel
| Nr. | Jahr | Turnier           | Kategorie | Partner       | Finalgegner                          | Ergebnis      |
| --- | ---- | ----------------- | --------- | ------------- | ------------------------------------ | ------------- |
| 1.  | 2023 | Rom               | P1        | Arturo Coello | Federico Chingotto Francisco Navarro | 7:5, 7:6      |
| 2.  | 2023 | Madrid            | P1        | Arturo Coello | Federico Chingotto Francisco Navarro | 7:5, 6:2      |
| 3.  | 2023 | Mendoza           | P1        | Arturo Coello | Martín Di Nenno Franco Stupaczuk     | 6:2, 7:6      |
| 4.  | 2023 | Paris             | Major     | Arturo Coello | Federico Chingotto Francisco Navarro | 7:6, 6:1      |
| 5.  | 2024 | Doha              | Major     | Arturo Coello | Miguel Yanguas Javier Garrido        | 6:0, 6:2      |
| 6.  | 2024 | Acapulco          | Major     | Arturo Coello | Juan Lebrón Alejandro Galán          | 6:0, 6:4      |
| 7.  | 2024 | Puerto Cabello    | P2        | Arturo Coello | Alejandro Galán Federico Chingotto   | 2:6, 6:3, 6:3 |
| 8.  | 2024 | Asunción          | P2        | Arturo Coello | Alejandro Galán Federico Chingotto   | 6:1, 3:6, 7:6 |
| 9.  | 2024 | Santiago de Chile | P1        | Arturo Coello | Alejandro Galán Federico Chingotto   | 6:0, 4:6, 6:4 |
| 10. | 2024 | Málaga            | P1        | Arturo Coello | Alejandro Galán Federico Chingotto   | 6:2, 6:3      |
| 11. | 2024 | Madrid            | P1        | Arturo Coello | Alejandro Galán Federico Chingotto   | 6:3, 7:6      |
| 12. | 2024 | Rotterdam         | P1        | Arturo Coello | Alejandro Galán Federico Chingotto   | 6:2, 6:2      |
| 13. | 2024 | Valladolid        | P2        | Arturo Coello | Alejandro Galán Federico Chingotto   | 6:4, 4:6, 6:3 |
| 14. | 2024 | Paris             | Major     | Arturo Coello | Alejandro Galán Federico Chingotto   | 6:2, 6:1      |
| 15. | 2024 | Dubai             | P1        | Arturo Coello | Alejandro Galán Federico Chingotto   | 6:4, 6:3      |
| 16. | 2024 | Kuwait-Stadt      | P1        | Arturo Coello | Miguel Yanguas Franco Stupaczuk      | 6:4, 6:2      |
| 17. | 2024 | Acapulco          | Major     | Arturo Coello | Franco Stupaczuk Miguel Yanguas      | 4:6, 6:1, 6:2 |
| 18. | 2024 | Mailand           | P1        | Arturo Coello | Alejandro Galán Federico Chingotto   | 6:4, 7:5      |
| 19. | 2025 | Riad              | P1        | Arturo Coello | Franco Stupaczuk Juan Lebrón         | 6:3, 5:7, 6:3 |
| 20. | 2025 | Doha              | Major     | Arturo Coello | Federico Chingotto Alejandro Galán   | 7:6, 6:2      |
| 21. | 2025 | Brüssel           | P2        | Arturo Coello | Federico Chingotto Alejandro Galán   | 2:6, 6:4, 6:1 |
| 22. | 2025 | Buenos Aires      | P1        | Arturo Coello | Lucas Bergamini Paquito Navarro      | 6:2, 6:2      |
| 23. | 2025 | Valladolid        | P2        | Arturo Coello | Juan Lebrón Franco Stupaczuk         | 7:5, 6:4      |
| 24. | 2025 | Bordeaux          | P2        | Arturo Coello | Federico Chingotto Alejandro Galán   | 7:612 , 6:4   |
| 25. | 2025 | Málaga            | P1        | Arturo Coello | Federico Chingotto Alejandro Galán   | 6:4, 7:5      |
| 26. | 2025 | Tarragona         | P1        | Arturo Coello | Federico Chingotto Alejandro Galán   | 7:6, 7:5      |